# Eugene Cordero
Eugene Cordero (* 18. července 1978 Detroit, Michigan, USA) je americký herec a komik.
Vystudoval Marymount Manhattan College v New Yorku, následně byl členem improvizačních divadelní souborů Chicago City Limits a Upright Citizens Brigade. Představil se také ve videích CollegeHumor. V televizi debutoval již v roce 1998, pravidelně v ní působí od roku 2005. Kromě různých komediálních pořadů a skečů například hostoval v seriálech Profesionální lháři, Hawaii 5-0, Silicon Valley, Other Space, Brooklyn 99, Viceprezident(ka), Crazy Ex-Girlfriend, The Mandalorian či Dobré místo. Hlavní roli ztvárnil v seriálu Bajillion Dollar Propertie$ (2019), od roku 2019 působí v seriálu Tacoma FD a od roku 2020 v seriálu Star Trek: Lower Decks. Účinkoval také ve filmech, například ve snímcích Krotitelé duchů (2016), Kong: Ostrov lebek (2017) či Pašerák (2018).